# Culicoides ardentissimus
Culicoides ardentissimus är en tvåvingeart som beskrevs av Tokunaga 1940. Culicoides ardentissimus ingår i släktet Culicoides och familjen svidknott. Inga underarter finns listade i Catalogue of Life.